# Sutton (Nebraska)
Sutton és una població dels Estats Units a l'estat de Nebraska. Segons el cens del 2000 tenia 1.447 habitants.

## Demografia
Segons el cens del 2000, Sutton tenia 1.447 habitants, 586 habitatges, i 407 famílies. La densitat de població era de 328,6 habitants per km².
Dels 586 habitatges en un 30,9% hi vivien nens de menys de 18 anys, en un 62,1% hi vivien parelles casades, en un 4,6% dones solteres, i en un 30,5% no eren unitats familiars. En el 28,5% dels habitatges hi vivien persones soles el 17,1% de les quals corresponia a persones de 65 anys o més que vivien soles. El nombre mitjà de persones vivint en cada habitatge era de 2,41 i el nombre mitjà de persones que vivien en cada família era de 2,97.
Per edats la població es repartia de la següent manera: un 25,6% tenia menys de 18 anys, un 5,5% entre 18 i 24, un 23,1% entre 25 i 44, un 22% de 45 a 60 i un 23,8% 65 anys o més.
L'edat mediana era de 42 anys. Per cada 100 dones de 18 o més anys hi havia 88 homes.
La renda mediana per habitatge era de 34.830 $ i la renda mediana per família de 42.273 $. Els homes tenien una renda mediana de 28.452 $ mentre que les dones 20.536 $. La renda per capita de la població era de 17.683 $. Aproximadament el 6% de les famílies i el 7,9% de la població estaven per davall del llindar de pobresa.

## Poblacions més properes
El següent diagrama mostra les poblacions més properes.